# ヴァルター・ゲーリング
ヴァルター・ヤコブ・ゲーリング（Walter Jakob Gehring, 1939年3月20日 - 2014年5月29日）は、スイスの発生生物学者。主な業績はショウジョウバエを使った生物の発生過程の研究により、ホメオボックスおよびその種間共通性を発見した。チューリッヒ出身。
1963年チューリッヒ大学卒業、1963年に母校助手となり、1965年に動物学の博士号取得。1969年イェール大学助教授、1972年バーゼル大学教授に就任した。1997年王立協会外国人会員選出。

## 受賞歴
- 1986年 - シャルル＝レオポール・メイエ賞、ウォーレン賞
- 1987年 - ガードナー国際賞、ルイ＝ジャンテ医学賞
- 1995年 - ニューカム・クリーブランド賞
- 1996年 - オットー・ワールブルク・メダル
- 1997年 - 発生生物学マーチ・オブ・ダイムズ賞
- 1998年 - グレゴール・メンデル・メダル
- 2000年 - 京都賞基礎科学部門
- 2002年 - バルザン賞

## 勲章
- 1993年 - プール・ル・メリット勲章
- 2010年 - ドイツ連邦共和国功労勲章平和章

## 参照
- Walter Jakob Gehring (1939-2014)
- Walter Jakob Gehring.